# ملح حمضي
الملح الحمضي هو نوع خاص من الأملاح التي يؤدي إذابتها في الماء إلى الحصول على محلول حمضي، تكون فيه قيمة pH الوسط أقل من 7؛ وذلك يعود غالباً إلى التركيب الكيميائي الخاص لتلك الأملاح، التي غالباً ما تكون أملاح ناتجة عن عملية تعادل جزئية للاحماض متعددة البروتون، بحيث تحوي البنية على ذرات هيدروجين، التي تسلك سلوك البروتونات عند الإذابة في الماء.
يعد ملح كلوريد الأمونيوم من أحد الأمثلة على الأملاح الحمضية، وهو الملح الناتج من معادلة محلول مائي للأمونيا بواسطة كلوريد الهيدروجين: من الأمثلة الأخرى، كل من بيكبريتات الصوديوم وفوسفات أحادي الصوديوم وفوسفات ثنائي الصوديوم وبيطرطرات البوتاسيوم؛ وغالباً ما تستخدم هذه الأملاح في صناعة الغذاء على هيئة عوامل نفاشية.